# بليك فيليبي
بليك فيليبي هو سياسي أمريكي، ولد في 9 أكتوبر 1980 في لينكولن في الولايات المتحدة. نشط حزبياً في الحزب الجمهوري. وقد انتخب عضو مجلس نواب رود آيلاند ‏.

## وصلات خارجية
- الموقع الرسمي